# 4/3系統
4/3系統（Four Thirds System，又經常直稱為四三系統）是一種常見的照相機感光元件規格，由奧林巴斯（Olympus）與柯達（Kodak）共同設計研發並推廣。此規格針對數位單鏡反射式相機，目的在於使不同製造商之間生產的交換鏡頭產品可以無差錯的組合使用。4/3系統的名稱由來是其影像感光元件的規格與過去曾經存在過的4/3吋直徑攝像管相同（Video camera tube）。然而，這裡的尺寸並不是影像感光元件實際的尺寸，而是成像圈的直徑。大致上來說，影像感光元件必須位在成像圈正中央並且完全包絡在內，因此其感光區域的對角線長度（22.5mm）遠小於4/3吋（約33.87mm）。
除了標準的4/3系統之外，在2008年Olympus與Panasonic又陸續公開了使用一種稱為微4/3系統（Micro Four Thirds）新設計的新相機，並由Panasonic率先量產（Panasonic Lumix DMC-G1）。微4/3系統使用了4/3系統的感光元件規格，但取消傳統單眼反射式相機一定會有的反光鏡及五稜鏡，直接以數位方式進行影像對焦，具有體積更精簡、重量更輕巧的設計優勢，同時影像亦接近單眼反射式相機的質素。
“Four Thirds”是奧林巴斯公司的一個註冊商標。

## 沿革
- 2002年，奧林巴斯與柯達共同發表4/3系統。
- 2003年，柯達發表KODAK KAF-5101CE 影像感光元件，以針對奧林巴斯最新研發的首部4/3系統相機[2]。
- 2008年，奥林巴斯与松下推出了由4/3系统修改而得到的电子式取景无反光镜的微4/3系统。

## Four Thirds成員
到目前為止，Four Thirds有下列公司成員：
- 富士（FujiFilm）
- 柯達（Kodak）
- 徠卡（Leica）
- 奧林巴斯（Olympus）
- 松下電器（Panasonic）
- 三洋電機（Sanyo）
- 適馬（Sigma）

## 外部連結
- www.four-thirds.org 官方網站（页面存档备份，存于）